# Too Many Ways to Be No.1
Too Many Ways to Be No.1 (Jat go zi tau di daan sang) è un film del 1997 diretto da Wai Ka-Fai.

## Riconoscimenti
- 1998 - Hong Kong Film Awards
  - Nomination Migliore sceneggiatura a Wai Ka-Fai, Kam-Yuen Szeto e  Matt Chow
  - Nomination Migliore fotografia a Wing-Hang Wong
  - Nomination Migliore colonna sonora originale a Cacine Wong
- 1998 - Hong Kong Film Critics Society Awards
  - Film of Merit
- 1998 - Pusan International Film Festival
  - Nomination New Currents Award a Wai Ka-Fai
- 1998 - Taormina film fest
  - Premio speciale della giuria a Wai Ka-Fai